# نضال الطنيجي
نضال محمد بن شرباك الطنيجي هي أكاديمية وسياسية إماراتية، وهي من أوائل النساء اللاتي دخلن المجلس الوطني الاتحادي في عام 2007.

## سيرة شخصية
نضال هي البنت الكبرى بين تسعة أطفال، تلقت تعليمها في الولايات المتحدة. وبعد حصولها على الدكتوراه في القيادة التربوية، أصبحت أستاذاً مساعداً في تكنولوجيا المعلومات في جامعة الإمارات العربية المتحدة.
بعد الانتخابات البرلمانية لعام 2006، كانت واحدة من ثماني نساء تم تعيينهن في المجلس الوطني الاتحادي إلى جانب أمل القبيسي. غادرت المجلس الوطني الاتحادي بعد انتخابات 2011، لكن أنتخبت مرة أخرى في 2015 و2019. وتشغل حالياً منصب المدير العام لدار زايد للثقافة الإسلامية.